# Dune: House Corrino
Dune: House Corrino è un romanzo di fantascienza di Brian Herbert e Kevin J. Anderson, il terzo del ciclo Il preludio a Dune. Pubblicato in un volume unico in lingua inglese, è uscito in italiano vent'anni dopo, nel 2022, in Preludio a Dune, un Oscar Draghi Mondadori contenente anche la ristampa dei due titoli precedenti che per l'occasione sono stati rinominati come Casa Atreides e Casa Harkonnen.

## Trama
Il duca Leto Atreides porta avanti un attacco su Ix con l'intento di ristabilirvi l'autorità della Casa Vernius.
Dalla corte di Kaitain, l'imperatore Shaddam IV inizia la Great Spice War allo scopo di rompere finalmente il monopolio degli Harkonnen in favore del suo melange sintetico, l'ajidamal.
Frattanto, le Bene Gesserit attendono la nascita della madre del Kwisatz Haderach da Jessica, la concubina del Duca Leto, che invece darà alla luce un figlio, Paul.

## Edizioni
- Brian Herbert, Kevin J. Anderson, Dune: House Corrino, Bantam Spectra, 2001,  pp. 512, ISBN 0-553-11084-5.